# Голубика высокорослая
Голубика высокорослая, или Голубика высокая, или Ягодник щитковый (лат. Vaccinium corymbosum) — вид листопадных кустарников из рода Вакциниум семейства Вересковые (Ericaceae). Происходит из Северной Америки. Растение выращивают как плодовое (ради съедобных ягод), а также как декоративное.

## Название
В русскоязычной литературе это растение встречается под очень многими названиями. Некоторые из них образованы от научного (латинского) названия, Vaccinium corymbosum, — «вакциниум щитковый», «голубика щитковая», «черника щитковая», «ягодник щитковый» (corymbosum — «щитковый»; «вакциниум» — транслитерация названия рода, «ягодник» — калька этого названия, «голубика» и «черника» — нередко используемые родовые названия для всех видов рода вакциниум). Другие применяемые названия — «голубика высокая», «голубика высокорослая», «черника высокая», «черника высокорослая» — являются переводами английского общеупотребительного названия этого растения (highbush blueberry; следует учитывать, что английское слово blueberry может быть переведено на русский язык и как «черника», и как «брусника» (для этого растения обычно используются названия lingonberry и cowberry), и как «голубика»). Встречаются названия, связанные с происхождением данного вида — «голубика американская», «голубика канадская», «черника американская». Встречаются также названия «голубика древовидная», «голубика садовая», «черника садовая», «черничное дерево».
В Финляндии, Швеции, Польше и некоторых других странах, в которых возделываются окультуренные сорта Vaccinium corymbosum, саженцы нередко продаются под названием «кустовая черника» (фин. pensasmustikka).

## Распространение в природе
Растение родом из Северной Америки, в природе растёт в болотистых местах, в густых лесных чащах. Естественный ареал вида — восток Канады (провинции Нью-Брансуик, Новая Шотландия, Онтарио, Квебек) и восточная часть США (от штата Мэн на севере до Южной Каролины и Алабамы на юге и Висконсина на западе). В естественной среде обитания ягоды являются источником пищи для местных и перелетных птиц, медведей и мелких млекопитающих. Листву едят олени и кролики.

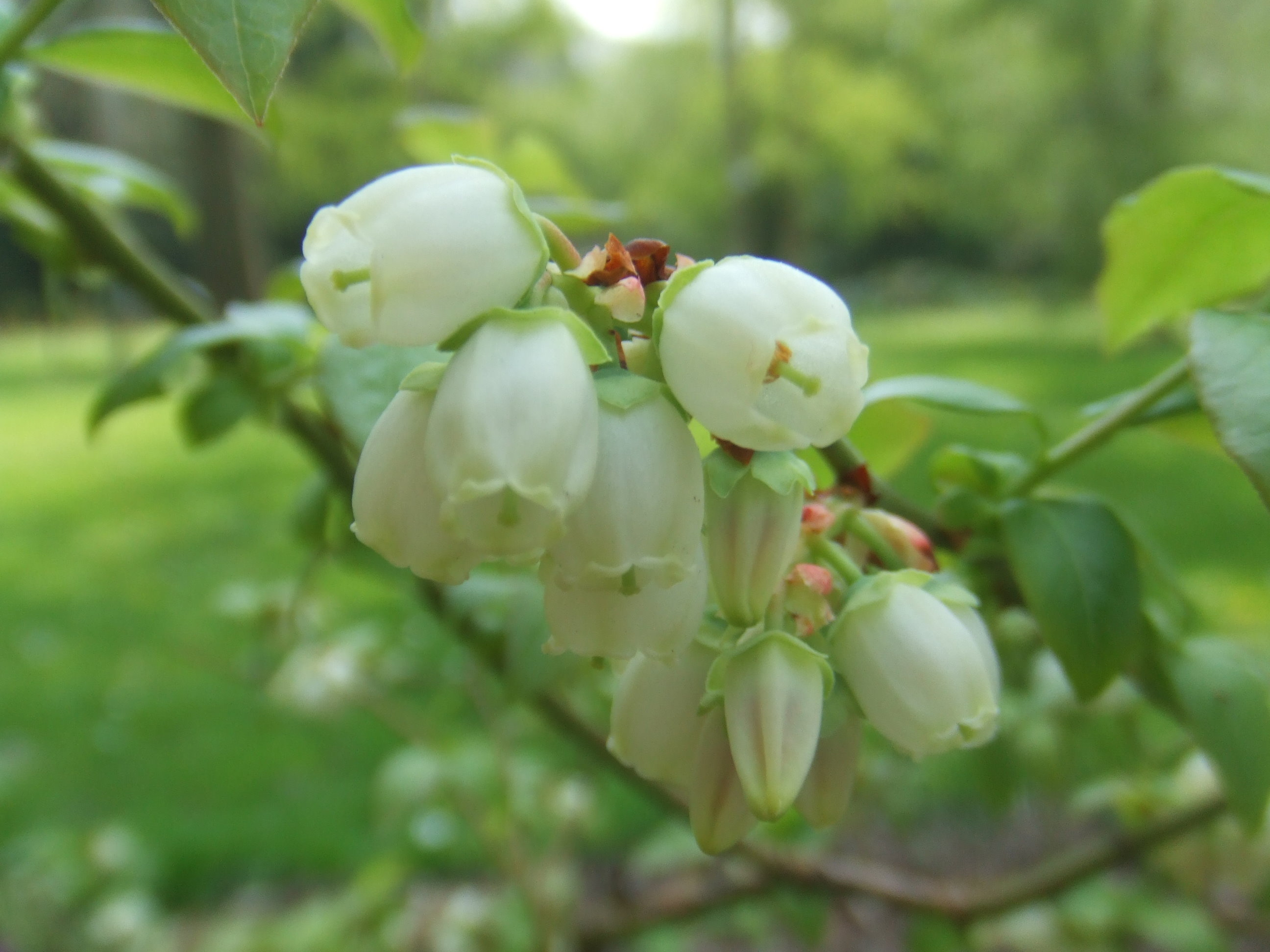
Цветки

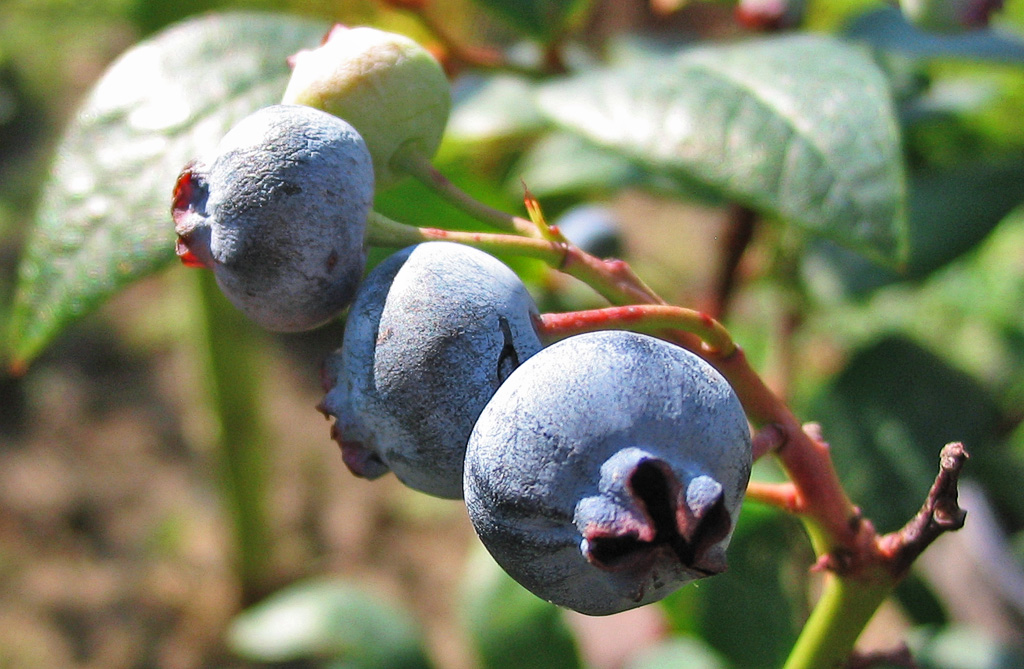
Плоды

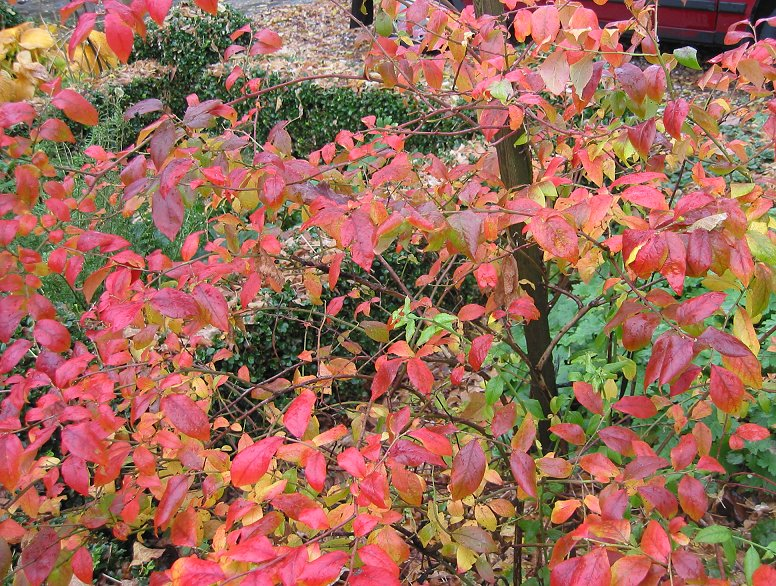
Осенняя раскраска листвы

## Биологическое описание
Голубика высокорослая — многолетний листопадный кустарник, высотой и диаметром кроны около 2 м (по другим данным — до 4 м).
Корневая система мочковатая, густо разветвленная, располагается в слое почвы глубиной 40 см, не имеет корневых волосков. Питается с помощью эндофитной микоризы. Корни начинают рост весной, когда температура почвы достигает 5 °С, что часто совпадает с набуханием почек. Корень растет до конца весны, а затем его рост прекращается. Осенью рост корней возобновляется в период от сбора урожая до листопада, пока температура не понизится до 5 °С.
Ветви в диаметре 3—4 см и более, сильно разветвленные, крепкие. Стебли прямые, ежегодно удлиняются за счет новых верхушечных побегов. С течением времени более старые побеги отмирают и заменяются более молодыми, отрастающими от корневой шейки. Не образует подземных побегов и не разрастаются корневищами. Молодые побеги слегка ребристые, блестящие или матовые. Окраска их варьирует от ярко-зелёной до светло-коричневой. Вегетативный рост начинается весной с набухания почек. За сезон побеги могут иметь от одной до нескольких волн роста. В первый период роста побеги растут очень быстро, затем рост прекращается, а верхушечные почки становятся недоразвитыми. Через 1—2 недели верхушечная почка снова продолжает расти.
В середине лета несколько почек на конце нового побега формируются в цветковые. Формирование почек начинается от верхушки побега и продолжается книзу. Цветковые почки сферической формы, намного крупнее ростовых, количество их на одном побеге не превышает 4. как правило, цветковой всегда является 1 верхушечная почка и 1—3 боковых, каждая из которых содержит от 5 до 10 потенциальных цветков. Ростовые почки мелкие, продолговатые, остроконечные, расположены по всей длине побегов и в пазухах листьев.
Листья простые, крупные, эллиптические или овальные, темно-зеленые, гладкие, блестящие, прилегающие, на коротких черешках, длиной до 8 см, шириной — 4 см, с цельными краями или зубчатые; молодые листья — ярко-зелёные, осенью листва приобретает алый цвет.
Цветёт в мае. Кистевидные соцветия расположены на концах побегов. Верхушечные грозди открываются раньше, чем боковые. Бутоны розовато-белые. Цветки колокольчатые, с 4—5 отогнутыми зубцами, белые или бледно-розовые, длиной до 1 см, с двойным околоцветником. Венчик сростнолепестный. В среднем в кистях 8-10 цветков. Опыление происходит с помощью насекомых.
Плоды — сочные светло-голубые, голубые или тёмно-голубые ягоды с сизым налётом, диаметром до 2,5 см, содержащие мелкие семена. По форме они бывают округлые, иногда пятигранные, сплюснутые. У созревших плодов сохраняется чашечка. Как и для других видов вакциниума, для голубики высокорослой характерна эндозоохория — такое распространение семян, при котором животные (в случае данного вида — птицы и млекопитающие, в том числе медведи) поедают плоды целиком, а находящиеся внутри них семена, проходя через пищеварительный тракт, оказываются снаружи вместе с экскрементами.
Вкус плодов — характерный вкус черники, но более сладкий (у окультуренных сортов). Мякоть белая, плотная или средней плотности, ягоды не пачкают руки характерным для черники образом. С куста можно собрать до 10 литров ягод.

## Использование и культивирование
Голубику высокорослую выращивают как на приусадебных участках, так и на промышленных плантациях ради тёмно-синих плодов, которые съедобны как в свежем, так и в переработанном виде. Урожайность на родине растения, в Северной Америке, достигает 10 кг с куста, в условиях Подмосковья — 3 кг с куста. Промышленные плантации этого вида в настоящее время имеются в США, Западной Европе, России, Австралии, Новой Зеландии.
Ягода стремительно вытесняет дикую чернику с рынка в Скандинавии.
Крупнейшие производители голубики (тонн).
| Номер | Страна     | 2013   | 2023   |
| ----- | ---------- | ------ | ------ |
| 1     | США        | 246559 | 333660 |
| 2     | Перу       | 1668   | 229390 |
| 3     | Канада     | 110313 | 166983 |
| 4     | Чили       | 82000  | 121459 |
| 5     | Мексика    | 10160  | 80133  |
| 6     | Марокко    | 8624   | 62120  |
| 7     | Польша     | 12731  | 61900  |
| 8     | Испания    | 11912  | 57670  |
| 9     | Португалия | 1429   | 20830  |
| 10    | Австралия  | 4740   | 20211  |
| 11    | Германия   | 10277  | 15320  |
| 12    | Франция    | 9120   | 10545  |
| 13    | Италия     | 1646   | 10060  |
| 14    | Нидерланды | 5643   | 7780   |
| 15    | Россия     | 2500   | 4287   |

Ягоды находят и медицинское применение, поскольку обладают высокими антиоксидантными свойствами. В лечебных целях их использовало местное население ещё в доколумбову эпоху.
Выращивают этот вид вакциниума и как декоративное растение. Особенно красиво растение выглядит осенью, когда листья становятся красными.
Агротехника
Предпочтительны хорошо прогреваемые, с полным солнечным освещением и достаточной циркуляцией воздуха участки. Растения успешно растут и плодоносят на лёгких (песчаных и супесчаных) и кислых (торфяных и торфяно-болотных верхового и переходного типов) хорошо аэрированных почвах. Содержание гумуса в минеральных почвах должно составлять не менее 3,5 %. Почва должна быть постоянно умеренно влажная, особенно в период вегетации. Почвы со слишком низким уровнем грунтовых вод можно использовать только при обязательном поливе. Корневая система этого вида расположена в верхнем 15—20-сантиметровом слое почвы. Оптимальные условия водообеспечения растений создаются в том случае, если грунтовые воды находятся на глубине 40—60 см. Избыточного увлажнения этот вид голубики не переносит, особенно длительного затопления в период вегетации. Кислотность почвы должна быть высокой.
Голубику высокорослую высаживают 2—3-летними саженцами осенью или весной. Весенняя посадка предпочтительнее. Расстояние между посадочными местами не менее 1,5 м, между рядами — 3 м. Поверхность почвы вокруг куста целесообразно замульчировать опилками или корой хвойных пород, слоем 8—10 см. Не рекомендуется подкармливать голубику органикой — навозом, компостом, куриным помётом. Почва защелачивается и растения погибают.
Своевременная обрезка способствует более раннему цветению, уменьшает повреждения зимой. Старые побеги должны ежегодно заменяться новыми. Омолаживать следует уже 3—4-летние кусты. Обрезают голубику ранней весной перед набуханием почек, или осенью после листопада. Удаляют усыхающие, больные, повреждённые, а также лежащие на земле ветви. Затем вырезают старые ветви и верхние части ветвей, не дающие сильных приростов, и удаляют тонкие, загущающие центр куста разветвленные побеги, даже если на них есть многочисленные цветковые почки. Должно оставаться как минимум 3—5 самых молодых (однолетних) побегов, отходящих от основания куста. Сильная омолаживающая обрезка производится на кустах в возрасте 15—20 лет.
Размножение — семенами, отводками, а также полуодревесневшими черенками.
|  |  |  |

## Сорта
Имеется большое число культурных сортов, ассортимент меняется с каждым годом; среди них:
- Aurora James F. Hancock. ('Brigitta Blue' × 'Elliott'). Американский сорт. Куст достигает высоты 1,5 м и ширины 1,3 м, габитус прямостоячий, слегка раскидистый. Самоопыляющийся сорт, однако, при перекрёстном опылении, качество и размер ягод увеличиваются. Ягоды длиной 1,1-1,3 см, в диаметре 1,4-1,8 см, средняя масса: 1,5 г, цвет ягод выцветший голубой, рубчик маленький и сухой. По сравнению с сортом 'Elliott', плоды гораздо плотнее и вкуснее, способны храниться дольше. Сорт десертного назначения, рекомендуются для замораживания, изготовления джемов, желе, йогуртов. Созревает на несколько дней позже сорта 'Elliott'. Хорошая устойчивость к антракнозу и монилиозу. Морозоустойчивость до минус 34 °C. Патент № US PP15,185 P2, дата регистрации 28 сентября 2004 года, CPVO — Application & Right granted File No. 20050223[13].
- Bluecrop. Среднего срока плодоношения, известен с 1952 года. Блюкроп является самым промышленно распространённым сортом в США. Считается эталоном для других сортов. Достигает высоты 1,6—1,9 метра. Побеги направлены вверх. Листья тёмно-зелёные, средней величины, продолговатые, на конце заострённые. Грозди длинные. Ягоды крупные, 17—20 миллиметров в диаметре, слегка сплющены, синие, с сильным светло-голубым налётом, упругие, вкусные, собраны в небольшие свободные кисти. Созревание ягод: конец июля — август, созревание ягод неодновременное, плодоношение очень обильное, регулярное, урожайность 6—9 кг с куста. Ягоды не растрескиваются, хорошо хранятся и транспортируются. Вкус очень хороший, терпкий. Ягоды могут быть кисловатыми и иметь большую долю красных «попок» при слишком раннем сборе или слишком большом количестве ягод на кусте. Сорт отличается устойчивостью к болезням, зимостоек и относительно засухоустойчив. Отличается хорошей зимостойкостью. Морозоустойчивость до минус 34 °C (по польским данным), до минус 29—35 °C (по американским данным), цветки выдерживают понижения температуры до −7 °C. Один из самых ценных сортов голубики, подходит как для любительского выращивания, так и для промышленного выращивания. Для улучшения плодоношения рекомендуется сильная обрезка[14][15].
- Bluegold. Сорт выведен в 1988—1989 годах в США. Кусты низкие, высотой до 120 см, с большим количеством побегов. Плоды созревают в первой половине августа, средней величины, гладкие, рано получают окраску, однако вкус проявляется позже, и перед сбором урожая ягоды могут осыпаться. Сорт ценится за поздний срок созревания ягод, высокую урожайность и хороший вкус. Требуется регулярное прореживание кустов[16]. Благодаря одновременному созреванию, Блюголд хорошо подходит для ручной и машинной уборки. Плоды исключительно хорошо хранятся в охлажденных хранилищах и холодильниках. Рекомендуется для рынка свежих ягод и переработки. Сорт восприимчив к мумификации ягод. Морозоустойчивость до минус 29—35 °С (по американским данным), до минус 34 °C (по польским данным)[15].
- Bluejay. В производство передан в 1977 г. Куст мощный, быстрорастущий, прямой, высотой 1,5—1,8 м. Ягоды средней величины, светло-синего цвета, очень плотные, с маленьким рубчиком, устойчивы к растрескиванию, собраны в длинные рыхлые кисти. Вкус мягкий, слегка терпкий. В условиях Белоруссии созревают с середины июля. Урожай регулярный, 3,5—6 кг с куста. Ягоды созревают почти одновременно (до 70 %) и долго не опадают, поэтому могут быть собраны практически за одну уборку. Оставшиеся собираются во время второго сбора. Рекомендуются для употребления в свежем виде и переработки. Устойчив к монилиозу, отмиранию ветвей и мумификации ягод. Морозоустойчивость до минус 34 °C (по польским данным), до минус 29—35 °C (по американским данным), до минус 32 °C (по белорусским данным)[15].
- Bluetta. Сорт передан в промышленное производство в 1967 году. Высота: 0,9—1,2 м. Куст широкий, приземистый. Ягоды созревают с первой декады июля. Урожай регулярный: 4,5—9 кг с куста. Диаметр ягоды: 12—15 мм. Рубчик широкий, мякоть плотная, кожица тёмно-голубого цвета. Рекомендуется для употребления в свежем виде. Зимостойкость и декоративные качества относительно высокие[17].
- Chandler. Получен в 1994 году. Куст сильнорастущий, хорошо разветвлённый, достигает высоты 1,5 м, габитус приподнятый. Сорт с необыкновенно крупными плодами. Диаметр ягод обычно превышает 2 см, а вес — 2 г. Часто встречаются ягоды размером более 2,5 см в диаметре. Плоды такого крупного размера встречаются только у сорта 'Bonus'. Ягоды синего цвета, вкусные, плотные, с небольшим рубчиком. Урожайность высокая и регулярная. Благодаря продленному периоду сбора (до 4—6 недель), интерес к сорту возрастает. После десяти лет исследований в Польше, 'Chandler' стал одним из наиболее востребованных сортов на рынке. Рекомендуется для промышленного садоводства, особенно для небольших, семейных плантаций, на которых сбор урожая проводится вручную. Морозоустойчивость до минус 34°С[13].
- Denise Blue. Сорт австралийского происхождения, достигает высоты 1,5—1,8 м. Имеет хороший декоративный вид. Цветки бледно-розовые. Самоопыляющийся сорт. Ягоды крупные, вес около 1,8 г, диаметр 19 мм. Рубчик сухой. Имеют очень характерный вкус, получивший наиболее высокую оценку при тестировании в США, Австралии и Европе. Созревает одновременно с сортом Блюкроп. Урожай хороший, но уступает Блюкропу. С одного куста можно получить до 8 кг ягод. После сбора ягоды можно хранить в холодильнике около 2 недель. Сорт устойчив к антракнозу и грибковым болезням. Морозоустойчивость до минус 34 °C (по польским данным), морозоустойчивость достаточная для Центральной и Северной Европы (по немецким данным)[15].
- Duke. Выведен в США в 1987 году. Рост побегов слабый, что обеспечивает хорошее освещение куста. Высота куста 1,2—1,8 метра. Ягоды созревают со второй декады июля. Ягоды крупные — 17-20 миллиметров в диаметре. Ягоды красивого светло-голубого цвета, очень прочные и устойчивые, с приятным вкусом и ароматом. Урожай регулярно высокий, 6-8 килограмм с куста. Сорт не годится для выращивания на чрезмерно влажных и холодных участках. Устойчив к мумификации ягод. Морозоустойчивость до минус 34 °C (по польским данным), до минус 29—35 °C (по американским данным). Цветы устойчивы к заморозкам[13][15][18].
- Hardyblue. Среднего срока плодоношения. Созревание ягоды начинается с начала августа. Высота взрослого куста достигает высоты 1,8—2 метра. Урожай с куста регулярный — 7—9 килограмм. Плоды средней величины (14—16 миллиметров), тёмно-синие, ароматные, со слабым восковым налётом. Используются для переработки[19].
- Reka. Куст прямостоячий, высотой 1,7—2 метра. Ягоды созревают со второй декады июля. Урожай регулярный, 8—10 килограмм с куста. Диаметр ягод 17—19 миллиметров. Ягоды плотные, имеют интенсивный голубой цвет, хороший вкус и приятный аромат, хорошо хранятся и транспортируются на дальние расстояния. После созревания ягоды не опадают и не теряют своих качеств. Рекомендуется для употребления в свежем виде и переработки. Декоративные качества относительно высокие. Для улучшения плодоношения требуется тщательная обрезка. Морозоустойчивость до минус 29—35 °C (по американским данным), сопоставима с сортом Блюкроп[15][20].
- Earliblue. В производство передан в 1952 г. Куст среднерослый (1,2—1,8 м), прямостоячий. Образует мало ветвей из подземных почек, благодаря чему не нуждается в частой обрезке. Легко размножается. Кусты обладают высокой декоративной ценностью. При закладке плантации рекомендуется сажать растения в ряду чаще. Это даст возможность получать стабильный урожай. Ягоды средней величины (15—18 мм в диаметре), светло-голубого цвета, плотные, вкус хороший. Созревание ягод начинается с первой декады июля. Урожай с куста в среднем 4—7 кг. Не рекомендуется длительно хранение и дальняя транспортировка. Ценится на рынке из-за раннего срока созревания и лёгкости в выращивании. Ягоды рекомендуется употреблять в свежем виде. Устойчив к мучнистой росе; восприимчив к шнуровидному вирусу, мумификации ягод и раку стебля. Известен как морозоустойчивый сорт, до минус 37 °C (по польским данным). При посадке рекомендуется избегать холодных «карманов» и плохо дренированной почвы[13][15].
- Elizabeth. Позднего срока плодоношения, часть урожая может не всегда успеть вызревать. Куст раскидистый, прямостоячий, достигает в высоту 1,6—1,8 метра. Побеги имеют характерную красную окраску. Легко размножается одревесневшими черенками. Плодоношение хорошее, но немного меньше чем у сорта 'Bluecrop' (4—6 кг с куста), растянуто во времени до двух недель. Ягоды 20—22 миллиметров в диаметре, прочные, с маленьким рубчиком, легко отрываются и почти не деформируются при длительной транспортировке. По вкусовым качествам 'Elizabeth' один из самых лучших сортов. Ягоды начинают созревать в начале августа. Плодовые кисти очень рыхлые. Плохо растет на песчаной почве. Рекомендуется для приусадебных участков, как сорт десертного назначения. Ценный поздний сорт, даже несмотря на то, что часть урожая не всегда успевает вызреть. Морозоустойчивость до минус 32 °C (по польским данным), до минус 29—35 °C (по американским данным)[13][15][21].
- Hannah’s Choice. Сорт раннего срока созревания, выведен в США в 1982 г. Габитус куста приподнятый, высота до 2,1 м. Ягоды крупного или среднего размера, крупнее плодов сорта 'Bluegold', плотные, очень сладкие. Рубчик маленький, кожица синего цвета. Ягоды созревают ранее или одновременно с сортом 'Duke'. Выдерживает зимние понижения температуры до минус 37 °C (зоны морозостойкости от 3 до более тёплых)[13].
- Huron James F. Hancock. Гибрид с участием Vaccinium corymbosum, Vaccinium darrowii (12,5 %) и Vaccinium angustifolium (3,15 %). Куст достигает высоты 1,4 м и ширины 0,9 м, габитус прямостоячий. Цветёт поздно, благодаря чему уменьшается опасность повреждения цветков поздними заморозками. Самоопыляющийся сорт, однако, при перекрёстном опылении, количество ягод увеличивается. Ягоды длиной 1—1,2 см, в диаметре 1,5—1,9 см, средняя масса плода 1,7 г, цвет ягод фиолетово-синий, рубчик маленький и сухой. Ягоды одинакового размера, собраны в рыхлые грозди. По сравнению с сортами 'Duke', 'Draper' и 'Bluecrop', плоды сорта 'Huron' имеют самый сладкий и самый хороший вкус, с самой маленькой долей терпкости. Способность к хранению аналогична сорту 'Draper'. Созревает несколько дней позже сорта 'Duke' и несколько раньше сорта 'Draper'. Хорошо переносит поздние весенние заморозки. Морозоустойчивость до минус 34 °C (зоны морозостойкости от 4 до более тёплых). Патент № US PP21,777 P3, дата регистрации 15 марта 2011 года, CPVO — заявка Университета штата Мичиган No 20113174[13].
- Liberty James F. Hancock. Американский сорт, результат скрещивания 'Brigitta Blue' × 'Elliott'. Куст достигает высоты 1,5 м и ширины 1,2 м. Габитус прямостоячий, слегка раскидистый. Самоопыляющийся сорт, однако, при перекрёстном опылении качество и размер ягод увеличиваются. Ягоды длиной 1,1—1,3 см, в диаметре 1,4—1,8 см, средняя масса плода 1,5 г, цвет ягод фиолетово-синий. По сравнению с сортом 'Elliott', плоды 'Liberty' имеют более яркую окраску, более плотную мякоть, более сухой рубчик и такое же, высокое содержание антиоксидантов и фенолов. Плоды пригодны для долговременного хранения. Хорошо переносят транспортировку. Сорт десертного назначения, пригоден для замораживания, изготовления джемов, желе, йогуртов. Благодаря короткому периоду созревания, подходит для механизированной уборки. 'Liberty' созревает на 10-14 дней раньше сорта 'Aurora'. Морозоустойчивость до минус 37°С (зоны морозостойкости от 3 до более тёплых). Патент Michigan State University US PP15,146 P2, дата регистрации 14.09.2004 года, CPVO — Application & Right granted File No. 20050225[13].
- Meader. Куст достигает высоты до 2 м. Сорт отличается быстрым темпом роста и большой устойчивостью к болезням. Габитус куста приподнятый, легко раскидистый, побеги жёсткие. Ягоды крупные и плотные, с хорошим вкусом, с небольшим сухим рубчиком. Сорт высокоурожайный, пригоден для механизированной уборки, одновременно созревает около 60—70 % плодов. Используется для употребления в свежем виде и промышленной переработки. Сорт пригоден для регионов с холодным климатом и суровыми зимами. Морозоустойчивость до минус 34°С (зоны морозостойкости от 4 до более тёплых)[13].
- Rancocas. В продаже с 1926 года. Ягоды созревают со второй декады августа. Высота куста: 1,5—1,8 метра, ежегодно образует много однолетних побегов — из-за загущения куста требуется прореживание кроны начиная с 4-летнего возраста. Урожайность: 4—6 килограмм с куста. Ягоды средней величины: 13—15 мм в диаметре, светло-голубые, сильно сплюснутые, без аромата. Ягоды хорошо транспортируются, их употребляют в свежем виде и используют для промышленной переработки. Вкус ягод: хороший, сладкий. Зимостойкость высокая. Сорт один из наиболее морозостойких и наиболее устойчивых к болезням сортов. В зимний период ветви куста окрашиваются в ярко-красный цвет[22].
- Jersey. В продаже с 1928 года. Куст сильного роста слегка разлапистой формы, высота 1,6—2,0 метра. Листья большие, светло-зелёного цвета. В зимний период окраска побегов от свело-красного цвета до золотисто-коричневого. Цветёт в одно время с сортом 'Bluecrop', поэтому прекрасно подходит для его опыления, но ягоды созревают позднее — в середине августа. Ягоды: светло-голубые, круглые и плотные, маленькие или средней величины. Вкус прекрасный. Прозвище этого сорта — «Любимчик Пекаря». Урожай с куста: 4—6 килограмм. Ягоды около 16 миллиметров в диаметре, вкус хороший. Рекомендуется использовать для переработки. Сорт 'Jersey' является одним из лучших сортов-опылителей. Умеренно устойчив к мумификации ягод, красной кольцевой пятнистости; восприимчив к шнуровидному вирусу, голубичному листовому пятнистому вирусу и раку стебля. Морозоустойчивость до минус 29—35 °C (по американским данным). Устойчив к поздневесенним заморозкам[15][23].
- Northblue. Высота кустов 60—120 см. Урожайность 1,5—3,5 кг с куста, плоды диаметром 12,5 мм, тёмно-синие, высокого качества, употребляются в свежем виде и для переработки. Хорошо хранятся после охлаждения. Сорт не очень требователен к почве. Устойчив к мумификации ягод. Морозоустойчивость до минус 35—40 °C (по американским данным), до минус 37 °C (по польским данным), до минус 35 °C (по белорусским данным)[16][24].
- North Country (syn.: Northcountry). Высота кустов 45—60 см, урожай от 1 до 2,5 кг с куста, ягоды диаметром 10—11 мм, с небольшим рубчиком, ароматные, вкусные. Рекомендуется в основном для переработки. Сорт не очень требователен к почве. Морозоустойчивость до минус 35—40 °C (по американским данным), до минус 37 °C (по польским данным)[16][24].
- Northland (syn.: 'North Land'[16]). Раннего срока созревания. Реализуется c 1967 года. Относительно низкий, но мощный, густой и раскидистый куст высотой 1,0—1,2 метра. Побеги круглый год остаются светло-зелёными. Листья средней величины, часто мелкие, овальные, светло-зелёные. Срок созревания плодов: середина — конец июля. Урожай регулярный, 4—8 кг с куста. Вкус ягод: сладкий. Ягоды хранятся хорошо. Используется главным образом для переработки, но в холодных регионах иногда используется для рынка свежей ягоды. Отлично подходит для джемов и выпечки. Плоды средней величины, средне-голубого цвета, относительно плотные. Сорт может выращиваться в северных районах так как отличается высокой морозостойкостью и коротким периодом вегетации. Устойчив к шнуровидному вирусу; восприимчив к мумификации ягод. Считается одним из самых морозоустойчивых сортов, до минус 35—40 °C (по американским данным)[24][25].

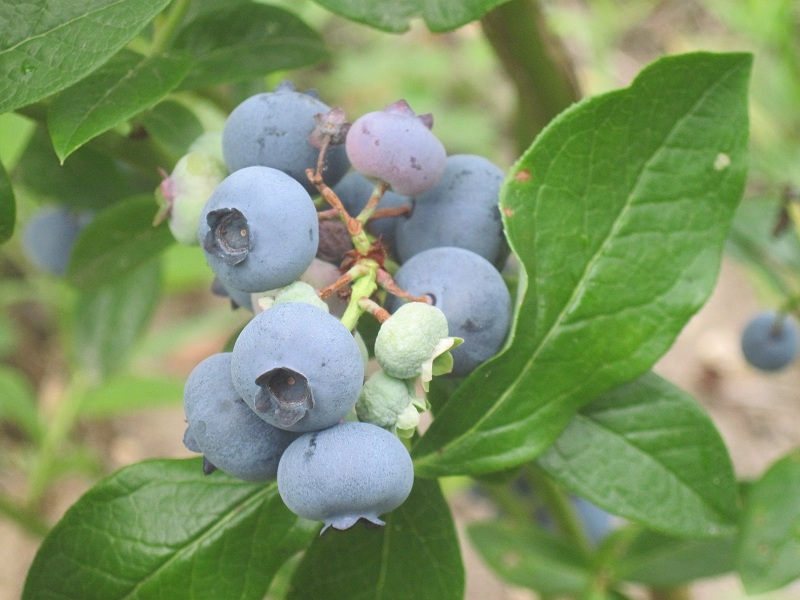
'Patriot'

- Patriot. Реализуется с 1976 года. Высота куста: 1,2—1,8 м. Срок созревания плодов — середина июля. Гроздья плотные. Диаметр ягод: 17—19 мм. У не полностью созревших ягод характерная красная окраска. Вкус хороший. Устойчив к фитофторозу и раку стебля. Морозоустойчивость очень высокая, до минус 40 °C (по польским данным), до минус 35—40 °C (по американским данным), до минус 29 °C (по белорусским данным). Сорт переносит влажные участки и более суровые условия выращивания с коротким периодом вегетации. Отлично культивируется на солнечных и тёплых участках — урожаи тогда получаются хорошие по количеству и прекрасного качества[15][26].
- Sunrise. Известен с 1991 года. Высота куста: 1,2—1,8 метра. Побеги образуются слабо, благодаря этому обеспечивается хорошая освещенность внутренней части кроны. Ягоды созревают с середины июля. Урожайность: 3—4 килограмм с куста. Плоды 17—20 мм в диаметре, вкус хороший. Ягоды светло-голубого цвета. Ягоды рекомендуются употреблять в свежем виде. Недостатком сорта является низкая устойчивость к весенним заморозкам[27].
- Spartan. Используется с 1977 года. Куст прямостоячий. Высота: 1,5—2 метра. Созревание ягоды со второй декады июля. Урожайность: 4,5—6 кг с куста. Плоды светло-голубого цвета, 16—18 миллиметров в диаметре, плотные, хорошо переносят транспортировку. Вкус ягод — приятный кисловатый, очень хороший аромат. Рекомендуется употреблять в свежем виде. Сорт не переносит переувлажнения почвы. Габитус куста позволяет применять механическую уборку ягоды. Сорт устойчив к монилиозу, мумификации ягод и отмиранию ветвей[28].
- Earlyblue. Один из самых зимостойких сортов. Куст высотой 1,2—1,8 м. Плоды средней величины, диаметром 15 мм, начинают созревать с середины июля, поздние ягоды более мелкие. Урожай составляет 4—7 кг с куста.
- Toro. выведен в США в 1987 году. Куст компактный, высотой 1,8—2 м, открытый, очень похож на Блюкроп. Требует обрезки. Ягоды средней величины, красивого цвета, плотные, гладкие, с маленьким рубчиком. Вкус хороший. Созревают с начала августа. Урожай регулярный, высокий, примерно такой же, как и у Блюкропа. Созревание начинается одновременно с Блюкропом, но заканчивается раньше. Ягоды собраны в крупные гроздья, которые висят как виноград, и их легко собирать вручную. В течение всего периода сбора урожая ягоды сохраняют высокое качество. Во время цветения желательны опылители. Рекомендуется для употребления в свежем виде и переработки. Учитывая высокое качество ягод и почти одновременное созревание, в некоторых регионах США замещает сорт Блюкроп, особенно на рынке десертных ягод. Морозоустойчивость до минус 34 °C (по польским данным), до минус 29—35 °C (по американским данным)[15].

В средней полосе России рекомендуется выращивать полувысокие сорта раннего и среднего срока созревания. Полувысокие сорта произошли от скрещивания голубики высокой с голубикой узколистной. Это очень холодоустойчивые растения. На сроки созревания и морозоустойчивость влияют: зимние оттепели, весенние заморозки, общий уровень температуры в зимний и в летний периоды, ранняя или поздняя весна, особенности конкретного участка (тип почвы, увлажненность, уклон, наличие лесонасаждений по краям участка, посадка в гребни), агротехнология.

## Классификация
Таксономическое положение
Вид Vaccinium corymbosum входит в секцию Cyanococcus типового подрода рода Вакциниум. Из известных видов в эту же секцию входит Голубика узколистная (Vaccinium angustifolium).
Таксономическая схема
| отдел Цветковые, или Покрытосеменные (классификация согласно Системе APG II) |                                                              |                        |                        |                        | |                        |                        |                        |                        |                        |                        |                        | |                        |                        |                        | |                        |                        |  | |  |
|                                                                              | порядок Верескоцветные                                       | порядок Верескоцветные | порядок Верескоцветные | порядок Верескоцветные | порядок Верескоцветные | порядок Верескоцветные | порядок Верескоцветные | порядок Верескоцветные | порядок Верескоцветные | порядок Верескоцветные | порядок Верескоцветные | порядок Верескоцветные | порядок Верескоцветные | порядок Верескоцветные | порядок Верескоцветные | порядок Верескоцветные | порядок Верескоцветные                                                                               | порядок Верескоцветные | порядок Верескоцветные |  | ещё 44 порядка цветковых растений, из которых к верескоцветным наиболее близки Гераниецветные, Кизилоцветные, Кроссосомоцветные и Миртоцветные |  |
|                                                                              | семейство Вересковые                                         | семейство Вересковые   | семейство Вересковые   | семейство Вересковые   | семейство Вересковые | семейство Вересковые   | семейство Вересковые   | семейство Вересковые   | семейство Вересковые   | семейство Вересковые   | семейство Вересковые   | семейство Вересковые   | семейство Вересковые | семейство Вересковые   | семейство Вересковые   |                        | ещё 25 семейств, в том числе Актинидиевые, Бальзаминовые, Первоцветные, Сапотовые, Чайные и Эбеновые |                        |                        |  | ещё 44 порядка цветковых растений, из которых к верескоцветным наиболее близки Гераниецветные, Кизилоцветные, Кроссосомоцветные и Миртоцветные |  |
|                                                                              | род Вакциниум                                                | род Вакциниум          | род Вакциниум          | род Вакциниум          | род Вакциниум | род Вакциниум          | род Вакциниум          | род Вакциниум          | род Вакциниум          | род Вакциниум          | род Вакциниум          |                        | ещё более ста родов, из которых в одно подсемейство с вакциниумом входят Агапетес, Гаультерия, Зеновия, Кавендишия, Пиерис, Подбел, Хамедафне. |                        |                        |                        | ещё 25 семейств, в том числе Актинидиевые, Бальзаминовые, Первоцветные, Сапотовые, Чайные и Эбеновые |                        |                        |  | ещё 44 порядка цветковых растений, из которых к верескоцветным наиболее близки Гераниецветные, Кизилоцветные, Кроссосомоцветные и Миртоцветные |  |
|                                                                              | подрод Вакциниум                                             | подрод Вакциниум       | подрод Вакциниум       | подрод Вакциниум       | подрод Вакциниум | подрод Вакциниум       | подрод Вакциниум       |                        | подрод Клюква          |                        |                        |                        | ещё более ста родов, из которых в одно подсемейство с вакциниумом входят Агапетес, Гаультерия, Зеновия, Кавендишия, Пиерис, Подбел, Хамедафне. |                        |                        |                        | ещё 25 семейств, в том числе Актинидиевые, Бальзаминовые, Первоцветные, Сапотовые, Чайные и Эбеновые |                        |                        |  | ещё 44 порядка цветковых растений, из которых к верескоцветным наиболее близки Гераниецветные, Кизилоцветные, Кроссосомоцветные и Миртоцветные |  |
|                                                                              | секция Cyanococcus                                           | секция Cyanococcus     | секция Cyanococcus     |                        | ещё около двадцати секций, в том числе Batodendron (вид Vaccinium arboreum…), Hemimyrtillus (Vaccinium arctostaphylos, Vaccinium cylindraceum…), Myrtillus (черника обыкновенная, красника…), Vaccinium (голубика обыкновенная…), Vitis-idaea (брусника…) |                        |                        |                        | подрод Клюква          |                        |                        |                        | ещё более ста родов, из которых в одно подсемейство с вакциниумом входят Агапетес, Гаультерия, Зеновия, Кавендишия, Пиерис, Подбел, Хамедафне. |                        |                        |                        | ещё 25 семейств, в том числе Актинидиевые, Бальзаминовые, Первоцветные, Сапотовые, Чайные и Эбеновые |                        |                        |  | ещё 44 порядка цветковых растений, из которых к верескоцветным наиболее близки Гераниецветные, Кизилоцветные, Кроссосомоцветные и Миртоцветные |  |
|                                                                              | Голубика высокорослая, Vaccinium angustifolium и другие виды |                        |                        |                        | ещё около двадцати секций, в том числе Batodendron (вид Vaccinium arboreum…), Hemimyrtillus (Vaccinium arctostaphylos, Vaccinium cylindraceum…), Myrtillus (черника обыкновенная, красника…), Vaccinium (голубика обыкновенная…), Vitis-idaea (брусника…) |                        |                        |                        | подрод Клюква          |                        |                        |                        | ещё более ста родов, из которых в одно подсемейство с вакциниумом входят Агапетес, Гаультерия, Зеновия, Кавендишия, Пиерис, Подбел, Хамедафне. |                        |                        |                        | ещё 25 семейств, в том числе Актинидиевые, Бальзаминовые, Первоцветные, Сапотовые, Чайные и Эбеновые |                        |                        |  | ещё 44 порядка цветковых растений, из которых к верескоцветным наиболее близки Гераниецветные, Кизилоцветные, Кроссосомоцветные и Миртоцветные |  |
|                                                                              |                                                              |                        |                        |                        | ещё около двадцати секций, в том числе Batodendron (вид Vaccinium arboreum…), Hemimyrtillus (Vaccinium arctostaphylos, Vaccinium cylindraceum…), Myrtillus (черника обыкновенная, красника…), Vaccinium (голубика обыкновенная…), Vitis-idaea (брусника…) |                        |                        |                        | подрод Клюква          |                        |                        |                        | ещё более ста родов, из которых в одно подсемейство с вакциниумом входят Агапетес, Гаультерия, Зеновия, Кавендишия, Пиерис, Подбел, Хамедафне. |                        |                        |                        | ещё 25 семейств, в том числе Актинидиевые, Бальзаминовые, Первоцветные, Сапотовые, Чайные и Эбеновые |                        |                        |  | ещё 44 порядка цветковых растений, из которых к верескоцветным наиболее близки Гераниецветные, Кизилоцветные, Кроссосомоцветные и Миртоцветные |  |
|                                                                              |                                                              |                        |                        |                        | |                        |                        |                        | подрод Клюква          |                        |                        |                        | ещё более ста родов, из которых в одно подсемейство с вакциниумом входят Агапетес, Гаультерия, Зеновия, Кавендишия, Пиерис, Подбел, Хамедафне. |                        |                        |                        | ещё 25 семейств, в том числе Актинидиевые, Бальзаминовые, Первоцветные, Сапотовые, Чайные и Эбеновые |                        |                        |  | ещё 44 порядка цветковых растений, из которых к верескоцветным наиболее близки Гераниецветные, Кизилоцветные, Кроссосомоцветные и Миртоцветные |  |
|                                                                              |                                                              |                        |                        |                        | |                        |                        |                        |                        |                        |                        |                        | ещё более ста родов, из которых в одно подсемейство с вакциниумом входят Агапетес, Гаультерия, Зеновия, Кавендишия, Пиерис, Подбел, Хамедафне. |                        |                        |                        | ещё 25 семейств, в том числе Актинидиевые, Бальзаминовые, Первоцветные, Сапотовые, Чайные и Эбеновые |                        |                        |  | ещё 44 порядка цветковых растений, из которых к верескоцветным наиболее близки Гераниецветные, Кизилоцветные, Кроссосомоцветные и Миртоцветные |  |
|                                                                              |                                                              |                        |                        |                        | |                        |                        |                        |                        |                        |                        |                        | |                        |                        |                        | ещё 25 семейств, в том числе Актинидиевые, Бальзаминовые, Первоцветные, Сапотовые, Чайные и Эбеновые |                        |                        |  | ещё 44 порядка цветковых растений, из которых к верескоцветным наиболее близки Гераниецветные, Кизилоцветные, Кроссосомоцветные и Миртоцветные |  |
|                                                                              |                                                              |                        |                        |                        | |                        |                        |                        |                        |                        |                        |                        | |                        |                        |                        | |                        |                        |  | ещё 44 порядка цветковых растений, из которых к верескоцветным наиболее близки Гераниецветные, Кизилоцветные, Кроссосомоцветные и Миртоцветные |  |
|                                                                              |                                                              |                        |                        |                        | |                        |                        |                        |                        |                        |                        |                        | |                        |                        |                        | |                        |                        |  | |  |

|  |  |  |  |